# Trancoso (São Pedro e Santa Maria) e Souto Maior
Trancoso (São Pedro e Santa Maria) e Souto Maior (oficialmente: União das Freguesias de Trancoso (São Pedro e Santa Maria) e Souto Maior) é uma freguesia portuguesa do município de Trancoso, com 58,04 km2 de área e 3 191 habitantes (censo de 2021). A sua densidade populacional é 55 hab./km².

## História
Foi criada aquando da reorganização administrativa de 2012/13, resultando da agregação das antigas freguesias de São Pedro, Santa Maria e Souto Maior.

## Demografia
A população registada nos censos foi:
| Distribuição da População por Grupos Etários | Distribuição da População por Grupos Etários | Distribuição da População por Grupos Etários | Distribuição da População por Grupos Etários | Distribuição da População por Grupos Etários | Distribuição da População por Grupos Etários |
| -------------------------------------------- | -------------------------------------------- | -------------------------------------------- | -------------------------------------------- | -------------------------------------------- | -------------------------------------------- |
| Antes da agregação                           |                                              |                                              |                                              |                                              |                                              |
| Ano                                          | 0–14 anos                                    | 15–24 anos                                   | 25–64 anos                                   | ≥ 65 anos                                    | Total                                        |
| 2001                                         | 526                                          | 474                                          | 1660                                         | 591                                          | 3251                                         |
| 2011                                         | 517                                          | 394                                          | 1768                                         | 741                                          | 3420                                         |
| Após a agregação                             |                                              |                                              |                                              |                                              |                                              |
| Ano                                          | 0–14 anos                                    | 15–24 anos                                   | 25–64 anos                                   | ≥ 65 anos                                    | Total                                        |
| 2021                                         | 371                                          | 324                                          | 1631                                         | 865                                          | 3191                                         |

## Personalidades ilustres
- Conde de Trancoso